# 宝塔山街道
宝塔山街道，是中华人民共和国陕西省延安市宝塔区下辖的一个街道办事处。

## 行政区划
宝塔山街道下辖以下地区：
杨家岭社区、王家坪社区、东关街社区、东风社区、向阳社区、东苑社区和宝塔山社区。